# Ahuachapán megye
Ahuachapán Salvador legnyugatabbi megyéje. Székhelye Ahuachapán.

## Földrajz
Az ország nyugati részén elterülő megye nyugaton és északon Guatemalával, északkeleten Santa Ana megyével, délkeleten Sonsonate megyével, délen pedig a Csendes-óceánnal határos.

## Népesség
Ahogy egész Salvadorban, a népesség növekedése Ahuachapán megyében is gyors. A változásokat szemlélteti az alábbi táblázat:
| Év   | Lakosság |
| ---- | -------- |
| 1971 | 178 472  |
| 1992 | 261 188  |
| 2007 | 319 503  |